# Alçament fenià
 L'alçament fenià de 1867 (en irlandès:Éirí Amach na bhFíníní, [ˈeːɾʲiː əˈmˠax n̪ˠə ˈvʲiən̪ˠ]) va ser una revolta contra el domini britànic a Irlanda, organitzat per la Irish Republican Brotherhood (IRB, Germandat Republicana Irlandesa).
Després de la supressió del diari Irish People, es va produir un augmentacioó del descontentament entre els nacionalistes radicals irlandesos, i a final de 1866, el líder de l'IRB James Stephens va començar a recaptar fons als Estats Units d'Amèrica, amb l'objectiu de fer un alçament l'any següent. Tanmateix, aquest alçament es va demostrar pobrament organitzat. Hi va haver una revolta breu al comtat de Kerry, el febrer, seguida d'una temptativa d'insurrecció nacional, àdhuc mirant d'ocupar Dublín, a principi de març. Amb tot, a causa de la mala planificació i de la infiltració britànica en l'organització, la revolta mai va agafar embranzida. La majoria dels líders desplegats a Irlanda van ser empresonats, essent molts d'aquests condemnats a mort, si bé cap no va ser executat. Posteriorment, es van produir un seguit d'atacs a Anglaterra, amb l'objectiu d'alliberar els presoners fenians, incloent-hi la col·locació d'una bomba a Londres i de l'atac a una presó de Manchester, per la qual tres fenians, posteriorment coneguts com els els màrtirs de Manchester, foren executats. També es van produir diversos atacs al Canadà, realitzats per seguidors de la causa irlandesa establerts als Estats Units, que tampoc van assolir gaire bon succés.

## Alçament fenià

### Irlanda
La Irish Republican Brotherhood va ser fundada a Dublín per part de James Stephens el 1858. Després de la Guerra Civil americana, va néixer l'esperança de reclutar els veterans irlandesos que havien participat en aquesta guerra, per realitzar una insurrecció a Irlanda, amb l'objectiu de fundar una república irlandesa.
El 1865 els fenians van començar a preparar-se per a una rebel·lió. Es van acumular 6.000 armes de foc i es va reclutar uns 50.000 homes disposats a combatre. El setembre de 1865, els britànics van decidir de tancar el diari fenià The Irish People, a més d'arrestations els principals promotors del moviment, entre els que es trobaven John O'Leary, Jeremiah O'Donovan Rossa, Thomas Clarke Luby i el mateix Stephens. Stephens, líder del moviment, aconseguiria d'escapar-se poc després. El 1866 es va suspendre l'habeas corpus a Irlanda, amb l'arrestació de centenars d'activistes fenians més.
El successor de Stephens com a líder, Thomas J. Kelly, va procurar d'engegar una insurrecció a la primeria del 1867, però aquesta es va mostrar mal coordinada, i va acabar en un seguit d'escaramusses. L'objectiu principal era de llançar una campanya per tot el país de guerra de guerrilles, que aniria companyada d'un alçament a Dublín, en el qual els lluitadors fenians podrien enllaçar amb els soldats irlandesos que s'haurien amutinat a les barraques de la ciutat.
El febrer de 1867 hi va haver un alçament fallit al comtat de Kerry. El 5 de març, un seguit de nous alçaments fallits van tenir lloc a Cork, Limerick i Dublín. El més important d'aquests esdeveniments va tenir lloc a Tallaght, on diversos centenars de fenians, de camí al seu punt de trobada, a Tallaght Hill (turó de Tallaght), van ser atacats per la policia irlandesa, prop de les barraques d'aquesta, i van haver de retirar-se després d'un intercanvi de trets. Un total de 12 persones van perdre la vida aquell dia a tot el país. Quan es va fer evident que l'alçament coordinat havia fracassat, la majoria dels rebels, simplement, van tornar a casa.
Aquesta revolta va fracassar a causa de la mancança d'armament i de planificació, però també perquè les autoritats britàniques van fer un ús efectiu dels seus informadors. La majoria dels líders fenians havien estat arrestats abans que es comencés l'alçament.
Malgrat que l'alçament de 1867 va ser un fracàs, va tenir molt significat simbòlic per a la història posterior d'Irlanda. Els revoltats van arribar a proclamar una república irlandesa gairebé cinquanta anys abans de la Proclamació de la República irlandesa, en el context de l'alçament de Pasqua de 1916. Aquesta proclamació també va marcar el camí dels primers fenians, centrant les seves idees en la democràcia republicana; tot i així, també tenia uns components propencs als ideals socialistes i a la revolució classista, més que no pas una revolta nacionalista per se. La proclama assumia que la seva guerra era "contra les llagostes aristocràtiques, siguin angleses o irlandeses", fet que denota que la seva ideologia, en aquell moment, estava més centrada en les diferències de classe i contra l'aristocràcia, que no pas contra el domini britànic.

### Canadà
La Germandat Feniana, organització germana de la IRB als Estats Units, i principalment una facció d'aquesta, liderada per William R. Roberts, va mobilitzar uns 1.000 irlandesos veterans de la Guerra Civil americana per a llançar atacs contra els forts de l'exèrcit britànic, oficines aduaneres i altres objectius al Canadà, amb l'esperança de pressionar el govern britànic, obligant-lo a abandonar Irlanda, entre el 1866 i el 1871.
A desgrat que les autoritats nord-americanes van acabar arrestant aquests homes i els van confiscar les armes, s'especula que molts membres del govern dels Estats Units podrien haver fet els ulls grossos davant dels preparatius de la invasió, emprenyats per les relacions que els britànics havien tingut amb el bàndol confederat durant la Guerra Civil. Finalment, es van produir cinc atacs destacables contra les forces canadenques, encara que en conjunt, les accions van ser militarent i políticament infructuoses.